# Krokodýl čelnatý
Krokodýl čelnatý či krokodýl pralesní (Osteolaemus tetraspis) je jeden ze tří žijících zástupců čeledi krokodýlovitých žijící v Africe; jediný zástupce rodu Osteolaemus. Obývá převážně tropické oblasti Západní a západ Střední Afriky v rozmezí od Senegalu až k Angole, kde žije ve vodních tocích a jezerech. Rozeznáváme u něj dva poddruhy, poddruh O. t. tetraspis (krokodýl západoafrický) obývá spíše západní území areálu rozšíření, poddruh O. t. osborni (krokodýl osbornský) obývá tropické deštné lesy Konžské republiky.

## Další alternativní názvy
- Krokodýl pralesní
- Krokodýl nejmenší
- Kajman africký
- Krokodýl tmavý

## Popis
Krokodýl čelnatý je nejmenší žijící krokodýl na světě a svým vzhledem připomíná spíše kajmana. Tělo dospělého jedince dosahuje délky kolem 1,5 metru (místy i přes 1,7 metru) a váží 18–45,5 kilogramu. Dospělci jsou na zádech zbarveni tmavě, nejčastěji černě, na bocích bývají občasné žluté skvrny, které však nejsou tak výrazné a časté jako u mláďat, která je mají i na hlavě a ocasu a která mají záda zbarvena obvykle hnědě. Břicho je jak u dospělců, tak u mláďat světlejší, nejčastěji do žlutava. V zajetí může být zaměněn se vzhledově podobným kajmanem černým (Melanosuchus niger), který však žije v Jižní Americe a dorůstá poněkud větších rozměrů.
V důsledku své malé velikosti a zvýšené bezbrannosti vůči svým predátorům má tento druh krokodýla silně obrněný krk, záda i ocas. Nápadný je i jeho dlouhý a široký čenich a nápadně vystouplé čelo, podle kterého získal i český název.

## Ekologie a chování
Krokodýl čelnatý je pomalý plaz s převážně noční aktivitou. Jelikož je velice plachý, spatřit ho v přírodě je poměrně vzácností. Jako ostatní krokodýli je masožravec, živí se velkými bezobratlými, převážně pak korýši a měkkýši, které drtí zakulacenými zuby v zadní části tlamy, menší část potravy tvoří ryby, plazi a drobní savci. Nepohrdne ani mršinami. Potravu si hledá ve vodě i na břehu, při lovu se nikdy nevzdaluje daleko od vody.
Krokodýl čelnatý je samotářský živočich, který přes den odpočívá většinou pod velkými kameny nebo v prohlubních, které si v zemi dělá. Jednotlivci, kteří k tomu postrádají správné podmínky většinou odpočívají mezi kořeny stromů, které se vyskytují v blízkosti místa, kde žijí.

## Rozmnožování
Krokodýl čelnatý vyhledává společnost pouze v období páření. Samice staví kopcovitá hnízda na počátku období sucha, zhruba v rozmezí mezi květnem a červnem. Hnízdo je umístěné poblíž vody a tvoří ho hromada mokré, rozpadající se vegetace, která spolehlivě inkubuje vejce díky teplu vytvářeném hnijícím rostlinným materiálem. Samice kladou malé množství, nejčastěji kolem 10 vajec, ve výjimečných případech jich může v hnízdě být i 20. Mláďata se líhnou zhruba po 85 až 105 dních a po narození měří kolem 28 cm. Matka svá mláďata střeží jak v období inkubace, tak i neurčitou dobu po narození. Čerstvě narozená mláďata mají celou škálu přirozených predátorů, zvláště pak ptáků, větších ryb, savců a plazů, ale i jiných a větších druhů krokodýlů.

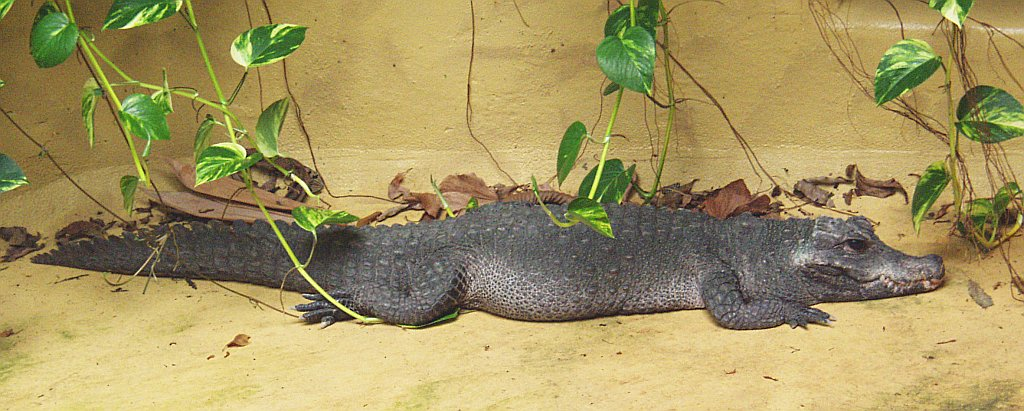
Krokodýl čelnatý v zoologické zahradě v Düsseldorfu

## Ohrožení
V současné době krokodýli čelnaté nejvíce ohrožuje ilegální lov pro maso a hromadná ztráta jejich přirozeného biotopu, kterou způsobuje masivní odlesňování. Není však zdaleka tak ohrožený jako ostatní obyvatelé pralesa, jelikož několik populací obývá poměrně rozsáhlé území.
Krkokodýl čelnatý má pod kůží mnoho kostěných štítků (osteodermů), proto se kůže nehodí pro průmyslové zpracování. Místně se kůže z ulovených krokodýlů používá, průmyslově však využívána není. Z téhož důvodu není krokodýl čelnatý chován ani na farmách.

## Chov v zajetí
Krokodýl čelnatý je poměrně mírný druh a dorůstá přijatelných rozměrů pro terarijní chov. Proto je častým a oblíbených chovancem zoologických zahrad, ale i teraristů, kteří si mohou dovolit chovat ho např. ve vytápěném skleníku. Pro chov v bytě se však ani u tohoto druhu dospělí jedinci příliš nehodí. V České republice chovají krokodýla čelnatého následující zoologické zahrady a veřejné instituce:
- ZOO Liberec
- ZOO Dvorec
- ZOO Jihlava
- ZOO Olomouc
- ZOO Dvůr Králové
- DinoPark Liberec
- Krokodýlí ZOO Protivín